# Marly-le-Roi
Marly-le-Roi és un municipi francès, situat al departament d'Yvelines i a la regió d'Illa de França. L'any 2007 tenia 16.606 habitants.
Forma part del cantó de Chatou, del districte de Saint-Germain-en-Laye i de la Comunitat d'aglomeració Saint Germain Boucles de Seine.

## Demografia

### Població
El 2007 la població de fet de Marly-le-Roi era de 16.606 persones. Hi havia 7.052 famílies, de les quals 2.293 eren unipersonals (768 homes vivint sols i 1.525 dones vivint soles), 1.914 parelles sense fills, 2.204 parelles amb fills i 641 famílies monoparentals amb fills.
La població ha evolucionat segons el següent gràfic:
Habitants censats

### Habitatges
El 2007 hi havia 7.693 habitatges, 7.160 eren l'habitatge principal de la família, 165 eren segones residències i 368 estaven desocupats. 1.531 eren cases i 6.101 eren apartaments. Dels 7.160 habitatges principals, 4.869 estaven ocupats pels seus propietaris, 2.108 estaven llogats i ocupats pels llogaters i 183 estaven cedits a títol gratuït; 311 tenien una cambra, 797 en tenien dues, 2.194 en tenien tres, 1.819 en tenien quatre i 2.039 en tenien cinc o més. 5.630 habitatges disposaven pel capbaix d'una plaça de pàrquing. A 4.013 habitatges hi havia un automòbil i a 2.145 n'hi havia dos o més.

### Piràmide de població
La piràmide de població per edats i sexe el 2009 era:
| Homes | Edats   | Dones |
| ----- | ------- | ----- |
| 8     | 95 o +  | 32    |
| 16    | 90 a 94 | 44    |
| 56    | 85 a 89 | 116   |
| 72    | 80 a 84 | 100   |
| 244   | 75 a 79 | 356   |
| 336   | 70 a 74 | 384   |
| 320   | 65 a 69 | 416   |
| 324   | 60 a 64 | 452   |
| 400   | 55 a 59 | 416   |
| 676   | 50 a 54 | 832   |
| 540   | 45 a 49 | 712   |
| 564   | 40 a 44 | 632   |
| 688   | 35 a 39 | 684   |
| 576   | 30 a 34 | 676   |
| 556   | 25 a 29 | 540   |
| 512   | 20 a 24 | 440   |
| 524   | 15 a 19 | 473   |
| 528   | 10 a 14 | 528   |
| 516   | 5 a 9   | 480   |
| 532   | 0 a 4   | 500   |

## Economia
El 2007 la població en edat de treballar era de 10.621 persones, 8.137 eren actives i 2.484 eren inactives. De les 8.137 persones actives 7.634 estaven ocupades (3.825 homes i 3.809 dones) i 503 estaven aturades (250 homes i 253 dones). De les 2.484 persones inactives 673 estaven jubilades, 1.214 estaven estudiant i 597 estaven classificades com a «altres inactius».

### Ingressos
El 2009 a Marly-le-Roi hi havia 7.199 unitats fiscals que integraven 17.156,5 persones, la mediana anual d'ingressos fiscals per persona era de 28.692 €.

### Activitats econòmiques
Dels 727 establiments que hi havia el 2007, 7 eren d'empreses alimentàries, 5 d'empreses de fabricació de material elèctric, 14 d'empreses de fabricació d'altres productes industrials, 38 d'empreses de construcció, 112 d'empreses de comerç i reparació d'automòbils, 22 d'empreses de transport, 38 d'empreses d'hostatgeria i restauració, 38 d'empreses d'informació i comunicació, 37 d'empreses financeres, 37 d'empreses immobiliàries, 191 d'empreses de serveis, 146 d'entitats de l'administració pública i 42 d'empreses classificades com a «altres activitats de serveis».
Dels 113 establiments de servei als particulars que hi havia el 2009, 1 era una comissaria de policia, 1 oficina d'administració d'Hisenda pública, 2 oficines de correu, 8 oficines bancàries, 2 funeràries, 7 tallers de reparació d'automòbils i de material agrícola, 2 autoescoles, 3 paletes, 6 guixaires pintors, 6 fusteries, 8 lampisteries, 3 electricistes, 3 empreses de construcció, 9 perruqueries, 3 veterinaris, 28 restaurants, 14 agències immobiliàries, 3 tintoreries i 4 salons de bellesa.
Dels 44 establiments comercials que hi havia el 2009, 2 eren supermercats, 1 una botiga de més de 120 m², 8 fleques, 2 carnisseries, 1 una carnisseria, 6 llibreries, 6 botigues de roba, 6 botigues d'equipament de la llar, 1 una botiga d'equipament de la llar, 1 una sabateria, 1 una botiga d'electrodomèstics, 1 una botiga de mobles, 1 una botiga de material de revestiment de parets i terra, 3 perfumeries, 1 una perfumeria i 3 floristeries.
L'any 2000 a Marly-le-Roi hi havia 4 explotacions agrícoles que ocupaven un total de 144 hectàrees.

## Equipaments sanitaris i escolars
El 2009 hi havia 1 hospital de tractaments de mitja durada (seguiment i rehabilitació), 1 psiquiàtric, 6 farmàcies i 1 ambulància.
El 2009 hi havia 6 escoles maternals i 5 escoles elementals. A Marly-le-Roi hi havia 1 col·legi d'educació secundària i 2 liceus d'ensenyament general. Als col·legis d'educació secundària hi havia 986 alumnes i als liceus d'ensenyament general 937.

## Poblacions més properes
El següent diagrama mostra les poblacions més properes.